# Švrakarica
Švrakarica – wieś w Chorwacji, w żupanii sisacko-moslawińskiej, w gminie Dvor. W 2011 roku liczyła 53 mieszkańców.